# حركة الانحلال
حركة الانحلال هي حركة فنية وأدبية تمركزت في أوروبا الغربية أواخر القرن التاسع عشر واتخذت المبالغة والاصطناعية أيديولوجيا جمالية لها. تُعَّد مجموعة أعمال الفنان البصري فيليسيان روبس ورواية جوريس كارل هويسمان أجينست نايتشر (1884) أمثلة رئيسية على أعمال الحركة. ازدهرت الحركة أول الأمر في فرنسا ثم انتشرت في جميع أنحاء أوروبا والولايات المتحدة. تميزت الحركة بالاشمئزاز الذاتي، والغثيان مما في العالم، والتشكك العام، والتلذذ بالانحراف، واستخدام الفكاهة الفظة، والإيمان بتفوق الإبداع البشري على المنطق والعالم الطبيعي.

## نظرة عامة
يعود تاريخ مفهوم الانحلال إلى القرن الثامن عشر، وخاصة من كتابات مونتسكيو، فيلسوف التنوير الذي أشار إلى أن تراجع (انحلال) الإمبراطورية الرومانية كان إلى حد كبير بسبب انحلالها الأخلاقي وفقدان المعايير الثقافية. عندما تحول الباحث اللاتيني ديزيري نيسارد إلى الأدب الفرنسي، قارن فيكتور هوغو والرومانسية بشكل عام بالانحطاط الروماني، حيث ضحى الرجال بحرفتهم وقيمهم الثقافية من أجل المتعة. الاتجاهات التي حددها، مثل الاهتمام بالوصف، وعدم الالتزام بالقواعد التقليدية للأدب والفن، وحب اللغة المتكلفَّة كانت بذور حركة الانحلال.

### حركة الانحلال الفرنسية
ظهر أول تطور رئيسي في الانحلال الفرنسي عندما استخدم الكاتبيّن تيوفيل غوتيه وشارل بودلير الكلمة بفخر للتعبيرعن رفضهم لما اعتبروه تقدمًا «عاديًا».  أشار بودلير إلى نفسه على أنه انحلاليّ في طبعته 1857 من أزهار الشر وأعلى من شأن التدهور الروماني ليكون نموذجًا للشعراء الحداثيين في التعبير عن شغفهم. استخدم بودلير مصطلح الانحلال لاحقًا ليشمل تقويض الفئات التقليدية سعيًا وراء التعبير الحسي الكامل. في مقدمته المطولة عن بودلير في مقدمة أزهار الشر عام 1868 يرفض غوتيه في البداية تطبيق مصطلح الانحلال، كما يقصده الناقد، لكنه بعد ذلك يصل إلى قبول الانحطاط بشروط بودليرالخاصة: تفضيل ما هو جميل وما هو غريب، سهولة في الاستسلام للخيال، ونضج مهارة التلاعب باللغة.
رغم كونه بلجيكيًا، كان لفليسيان روبس دور أساسيّ في تطوُّر هذه المرحلة المبكرة من حركة الانحلال. لكونه صديقًا لبودلير، استمر في رسم الرسوم التوضيحية المصاحبة لكتابات بودلير، بناءً على طلب المؤلف نفسه. كان روبس يستمتع بكسر التقاليد الفنية وصدم الجمهور بالرسوم المروعة البشعة والفانتازية. كان مهتمًا بما هو شيطاني بشكل صريح، وسعى كثيرًا لتصوير التهديد المزدوج للشيطان والمرأة. في بعض الأحيان، كان هدفه الوحيد هو تصوير امرأة يُلاحظ أنها تحط من قدر نفسها في سعيها وراء متعتها الخاصة. وقد أشير أنه بغض النظر عن مدى إرعاب وانحراف صور روبس، فإن استدعاءه للعناصر الخارقة كان كافيًا لإبقاء بودلير واقعًا في عالم واعٍ روحيًا يحافظ على نوع متشائم من الأمل، حتى لو كان الشعر «يتطلب وجود معدة قوية». عملهم كان عبادة للجمال مقنَّعة على أنها عبادة الشر. بالنسبة لكليهما، كان الموت وكل أشكال الفساد في ذهنهم دائمًا. جعلت قدرة روبس على رؤية وتصوير العالم نفسه الذي تخيله مؤلفين انحلاليين آخرين رسامًا مشهورًا.
استمر مفهوم الانحطاط بعد ذلك، ولكن لم يكن حتى عام 1884 أن أشار موريس باريس إلى مجموعة معينة من الكتاب باسم الانحلاليين. وعرّف هذه المجموعة بأنهم أولئك الذين تأثروا بشدة ببودلير، وكذلك بالروايات القوطية وشعر وكتابة إدغار آلان بو الخيالية. ارتبط الكثيرون منهم بالرمزية، بينما ارتبط آخرون بالجمالية. كان مسعى هؤلاء المؤلفين، وفقًا لما ذكره آرثر سيمونز، «محاولة يائسة لإعطاء الإحساس، وإضفاء الانطباع اللحظي، والحفاظ على حرارة الحياة وحركتها»، وكان إنجازهم ، كما رآه، «كونهم صوتًا غير مجسد، ومع ذلك صوت روح البشرية».
في روايته الانحلالية من عام 1884 À Rebours (بالإنجليزية، ضد الطبيعة أو ضد التيار)، أطاح جوريس كارل هويسمان بالطبيعة القديمة الخاضعة لإرادة الإنسان الإبداعية، واقترح أولوية المتعة، رغم خيبة الأمل المتأصلة فيها. كما حدد المرشحين المحتملين ليكونوا نواة حركة الانحلال، التي بدا أنه يعتبر بودلير رئيسًا لها: بول فرلان، تريستان كوربيير، ثيودور هانون، وستيفان مالارميه. أثنت شخصيته ديس إسينتيس على هؤلاء الكتاب لإبداعهم وتمكنهم من حرفتهم، مشيرةً إلى أنهم ملأوها بـ «اللذة الخبيثة» باستخدامهم «لغة سرية» تستكشف «الأفكار الملتوية والثمينة».
لم تضع أجينست نايتشر الأيديولوجية والأدبيات فحسب، بل خلقت أيضًا منظورًا مؤثرًا للفن البصري. بشرت شخصية ديس إسينتيس صراحة بأعمال غوستاف مورو وجان لويكن وأوديون ريدون. لم يعرِّف أي من هؤلاء الفنانين نفسه بصفته جزءًا من هذه الحركة. ومع ذلك، فإن اختيار هؤلاء الثلاثة أسس منظورًا انحلاليًا للفن والذي فضل الجنون واللاعقلانية، والعنف التصويري، والتشاؤم الصريح فيما يخص المؤسسات الثقافية، وتجاهل المنطق البصري للعالم الطبيعي. أقتُرِح أن الرؤية الحالمة التي تصفها ديس إسينتيس مبنية على سلسلة لقاءات شيطانية صورّها فيليسيان روبس.
مستفيدًا من الزخم الناشئ عن عمل هويسمان، أسس أناتول باجو مجلة Le Décadent عام 1886، في محاولة لتعريف وتنظيم حركة الانحلال بطريقة رسمية. لم تتطلع هذه المجموعة من الكتاب إلى الهروب من ضجر المبتذل فحسب، بل سعت إلى صدم وتخويف وتقويض توقعات وقيم المجتمع، معتقدين أن هذه الحرية والتجربة الإبداعية ستحسِّن الإنسانية.
لم يكن الجميع مرتاحين مع باجو و Le Décadent ، حتى بما في ذلك بعض الذين تم نشر لهم على صفحاتها. فنشر الكاتب المنافس جان مورياس بيانه الرمزي، على الأرجح هربًا من الارتباط بحركة الانحلال، رغم تاريخهم المشترك. أصدر كل من جان مورياس وغوستاف خان ، من بين آخرين، منشورات منافسة لتأكيد ابتعادهما. تبنى بول فرلان التسمية في البداية، مشيدًا بكونها خيارًا تسويقيًا رائعًا لباجو. لكن بعد رؤية كلماته الخاصة مستغلة وأعمالًا سيئة منشورة في Le Décadent منسوبة كذبًا لآرثر رامبو، أصبح فرلان يشعر بالمرارة تجاه باجو شخصيًا، وفي النهاية رفض التسمية أيضًا.